# Enjunta

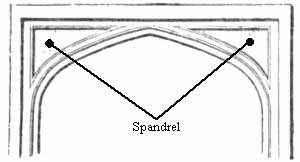
Enjuntas de um arco Tudor

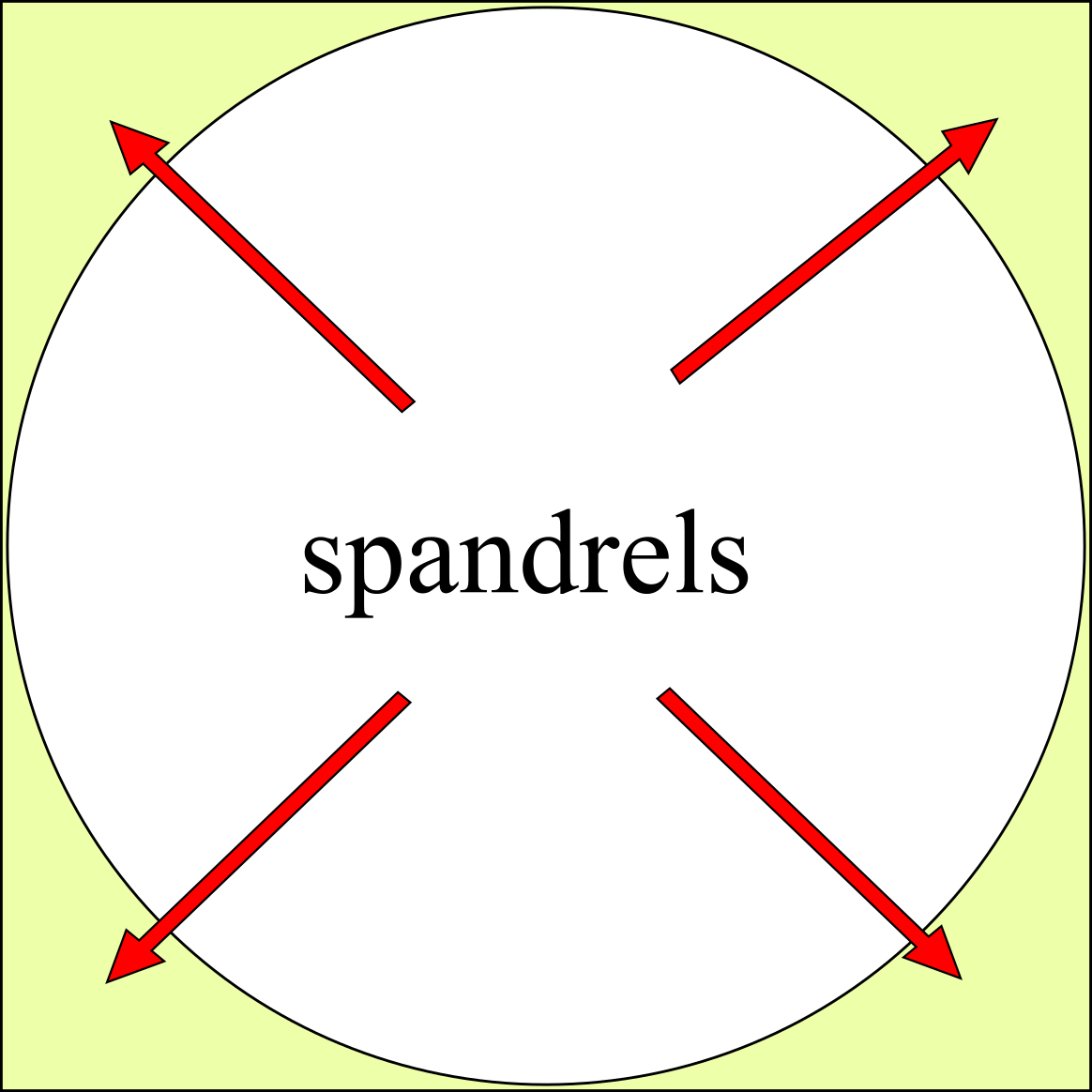
Enjuntas de um círculo dentro de um quadrado

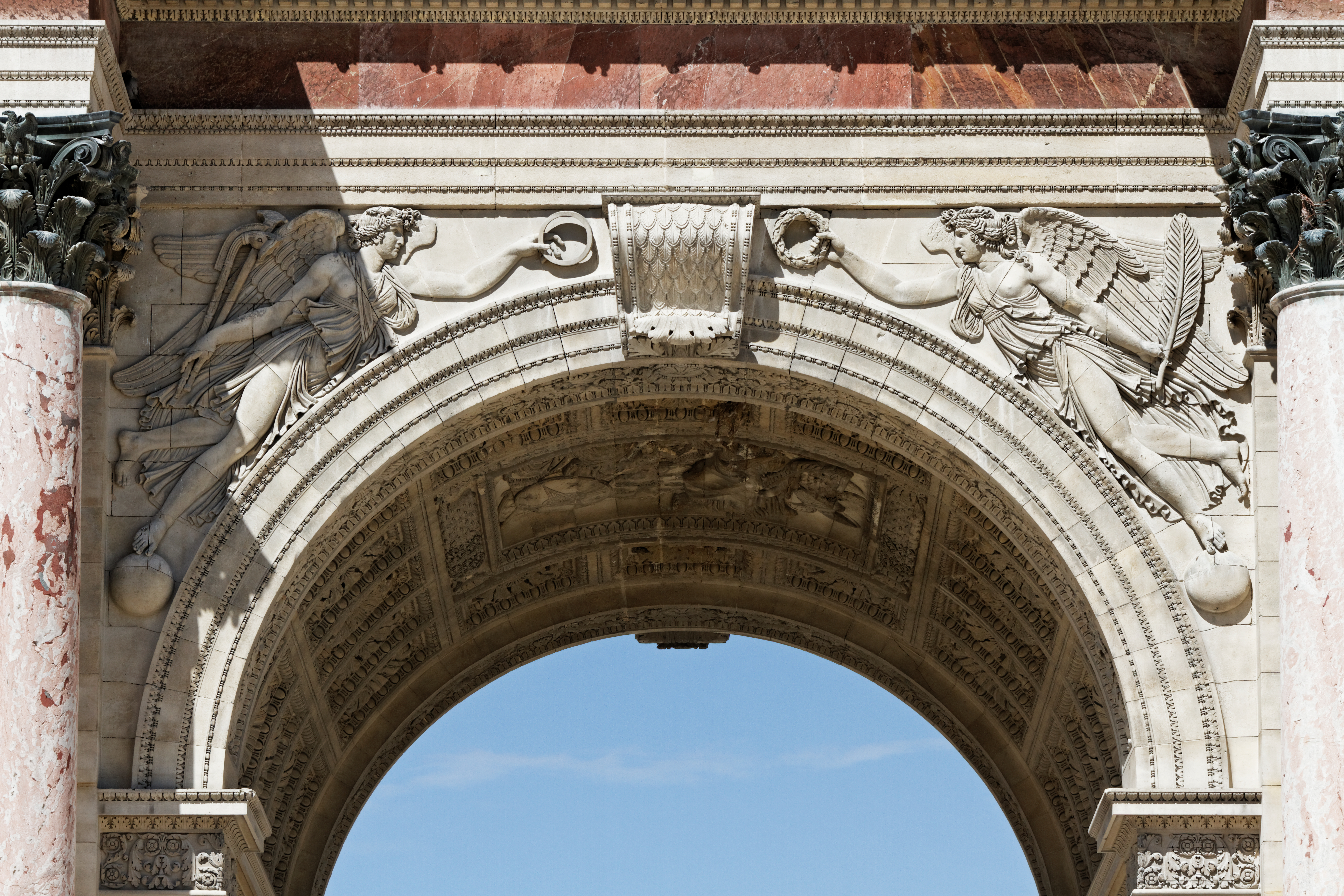
Figuras de vitórias aladas nas enjuntas, Arco do Triunfo do Carrousel, Paris

A enjunta (também conhecido como tímpano em português europeu) é um espaço aproximadamente triangular, geralmente encontrado em pares, entre o topo de um arco e uma moldura retangular, entre os topos de dois arcos adjacentes, ou um dos quatro espaços entre um círculo dentro de um quadrado. Eles são frequentemente preenchidos com elementos decorativos.

## Significado
Existem quatro ou cinco significados aceitos e cognatos do termo enjunta na história da arquitetura e da arte, principalmente relacionados ao espaço entre uma figura curva e um limite retangular – como o espaço entre a curva de um arco e uma moldura retilínea, ou o espaço da parede delimitado por arcos adjacentes em uma arcada e a cornija ou moldura acima deles, ou o espaço entre o medalhão central de um tapete e seus cantos retangulares, ou o espaço entre a face circular de um relógio e os cantos do quadrado revelado pela sua cobertura. Também está incluído o espaço sob um lance de escadas, se não estiver ocupado por outro lance de escadas.
Em um edifício com mais de um andar, o termo enjunta também é usado para indicar o espaço entre a parte superior da janela em um andar e o peitoril da janela no andar acima. O termo é normalmente utilizado quando existe um painel esculpido ou outro elemento decorativo neste espaço, ou quando o espaço entre as janelas é preenchido com vidro opaco ou translúcido, neste caso denominado “vidro enjunta”. Em construções de concreto ou aço, uma viga exterior que se estende de coluna a coluna, normalmente suportando uma carga da parede exterior, é conhecida como “viga enjunta”.
Na ornamentação arquitetônica, os elementos decorativos horizontais que são pendurados sobre aberturas internas e externas entre os postes são chamados de enjuntas. Eles podem ser feitos de madeira serrada, esferas e cavilhas e fusos. Os enjuntas ornamentais de madeira são conhecidos como enjuntas gingerbread. Se tiverem a forma de um arco, são chamados de enjuntas gingerbread em arco. Os tímpanos acima das portas em obras perpendiculares são geralmente ricamente decorados. No Magdalen College, em Oxford, há um que é perfurado. O tímpano das portas é por vezes ornamentado no período decorado, mas raramente faz parte da composição da própria porta, estando geralmente acima da moldura.

## Cúpulas
As enjuntas também podem ocorrer na construção de cúpulas e são típicos na arquitetura grandiosa desde o período medieval em diante. Quando uma cúpula precisava repousar sobre uma base quadrada ou retangular, ela era elevada acima do nível dos pilares de sustentação, com enjuntas tridimensionais chamados pendentives suportando o peso da cúpula e concentrando-o nos pilares.